# 圣保罗县
圣保罗县是东帝汶民主共和国劳滕区的一个县，该县面积623.93平方公里，2010年人口普查时时人口为29236，县治位于圣保罗。